# Vorontsovka (Yeisk, Krasnodar)
Vorontsovka (del ruso: Воронцовка) es un seló del raión de Yeisk del krai de Krasnodar, en Rusia. Está situado en la península de Yeisk, en la orilla meridional del golfo de Taganrog del mar de Azov, 14 km al oeste de Yeisk y 192 km al noroeste de Krasnodar, la capital del krai. Tenía 2 189 habitantes en 2010.
Pertenece al municipio Kújarivskoye.

## Historia
La colonia alemana Mijelstal fue fundada en 1853 en tierras de la hueste de los cosacos del Mar Negro por emigrantes de la colonia Ribendorf del uyezd de Ostrogozhsk, en la gubernia de Vorónezh, con el objetivo de que estimularan la economía mediante el ejemplo de oficios artesanos y proporcionaran víveres. Cambió su nombre al de colonia Vorontsovski en 1893, en homenaje al gobernador general del Cáucaso, Mijaíl Vorontsov.

## Lugares de interés
En la localidad existe un campamento de veraneo infantil.

## Economía y transporte
En mayo de 2007 se anunció de un nuevo puerto en Vorontsovka con una capacidad de 20 millones de toneladas anuales de carga, para sustituir al puerto de Yeisk, que se destinaría a los pasajeros. Sin embargo el proyecto no ha recibido la aprobación del Ministerio de Defensa de Rusia, que estudia la posibilidad de situar el nuevo puerto cerca de la punta de Kamyshevátskaya.